# Сальянский диалект
Сальянский диалект (азерб. Salyan ləhcəsi) — диалект азербайджанского языка, входящий в восточную группу диалектов, распространён на территории Сальянского района Азербайджана.

## Структура

### Фонетика
В сальянском диалекте имеются отдельные варианты существующих в литературном языке фонем, например: b, z, p, t, ı и так далее. Некоторые гласные отличаются долготой, некоторым же свойственна кратность. Долгое произношение гласных обнаруживается как в азербайджанских, так и в заимствованных словах. В слове sonra (потом, после) благодаря выпадению согласного звука n предшествующий гласный o удлиняется (ō) и таким образом данное слово произносится как sōra. Долгое произношение некоторых звуков, иногда приводит к изменению значения слов, например: dava (лекарство), dāva (драка), dərman (лекарство), də̃rman (мельница). Долгое произношение гласных в заимствованных словах имеет совершенно другой характер. Долгота звука a (ā) в заимствованных словах типа Xāvər (имя собственное), ālim (учёный), kātib (секретарь), idārə (учреждение) происходит согласно внутренним законам не азербайджанского языка, а из того языка, из которого они заимствованы. Здесь процесс удлинения воспринимается как средство перехода от слога с твёрдым гласным к слогу с мягким гласным. Долгие гласные в сальянском диалекте появляются в следующих случаях:
- I. Долгие гласные, образованные вследствие выпадения одного из согласных h[13], y, n, v[14], например: Şahbaz > Şābaz (имя собственное), köhnə > kõnə (старый), iynə > īnə (игла), iydə > īdə (лох), göyçək > gõçək (красивый), hansı > hāsıi (какой? который?), qonşu > qōşı(i) (сосед), ov > ō (охота), dovşan > dōşan (заяц), bülöv > bülõ (точильный камень)[15].
- II. Долгие гласные, образованные вследствие выпадения в слове согласного h и одного из гласных a, ə[16], u, например: eycahan > eycān (бездельник, свободный от работы), şə̃r > şəhər (город), qōm > qohum (родственник).
- III. Долгие гласные, образованные вследствие выпадения в слове согласного y и одного из гласных ə, i[14], u, ü, например: həyət > hə̃t (двор), dəyirman > də̃rman (мельница), çiyit > çīt (косточка), toyuq > tōuğ (курица), şüyüd > şud (укроп), soyuq > sōuğ (холод)[17].
- IV. Долгие гласные, образованные вследствие выпадения в слове согласного n и одного из гласных ə, i, u, например: tənək > tə̃k (виноградная лоза), dəniz > də̃z (море), donuz > dōz (свинья).
- V. Долгие гласные, образованные вследствие выпадения целого слова, например: Ağamirzə > Āmirzə (имя собственное), dəqiqə > də̃qə (минута)[12].

В то время, как удлинение имеет место в большинстве случаев в открытых гласных: ā, ə̃, ō, õ (eycān, şə̃r, ō, bülõ), краткость выявляется только в закрытых ı, i, u, ü: qıfıl (замок), kişi (мужчина), uşağ (ребёнок), özümüz (мы сами), tüfəg (ружьё), öyimiz (наш дом). Замена одних гласных другими группируется по открытым или закрытым: yaylaq > yeylaq (яйлаг, где a переходит в e), aşağı > aşağa (вниз, где ı переходит в a), по твёрдым или мягким: qaysı > qəysi (абрикос, где a переходит в ə), məxmər > maxmər (бархат, где ə переходит в a), по огубленным или неогубленным: ev > öy (дом, где e переходит в ö), buz > bız (лёд, где u переходит в ı) гласным.
В сальянском диалекте имеет место нарушение закона гармонии гласных. Нарушение небной гармонии большей частью наблюдается в наклонениях глагола и личных окончаниях глагола (gəldin > gəldün — ты пришёл, yazarsınız > yazarsuz — напишите, desək > desög — если мы скажем), а нарушение губной гармонии, в основном, имеет места в именах существительных (tüstü > tussi — дым, kolxozçu > qalxoççı — колхозник, gözlük > gözzig — очки, oğlum > oğlım — мой сын) и частично в глаголах (durdum > durdım — я встал, düşdü > tüşdi — он упал). Замена согласных в корнях и основах слов, в основном, является следствием оглушения (dükan > tükan — лавка, vətəgə > fətə̃ рыбный промысел, palaz > palas — вид ковра, budaq > putax — ветка, biti > pitki — растение), или же озвончение (şaxta > şaxda — мороз, ördək > ördəg — утка, pişik > bişik — кошка).
В отличие от литературного языка в сальянском диалекте в конце некоторых слов появляются звуки d, g, m, например: asan > hasand (легко), xeyli > xeylig (много), kərə > kərəm (раз). В словах, имеющих в своём составе: nc, ng, согласный n выпадает, например: narınc > narıc (померанец), rəncbər > īrəcbər (пахарь), tüfəng > tühəg (ружьё). Также имеет место явление ассимиляции (cavanlıq > cavanığ — молодость, çobanlar > çobannar — пастухи, yerli > yerri — местный, dövlətli > dõlətdi — богатый, quşlar > quşdar — птицы, məndən > mənnən — от меня, gözlük > gözzig — очки, öpmək > öpbəg — целовать, dənizçi > də̃ççi — моряк, geyinmək > giyimməg — одеваться, deyərlər > diyəllər — скажут) и диссимиляции (qərar > qəral — решение, seçgi > seşgi — выбор, güclü > güjdi — сильный). Протеза наблюдается в заимствованных словах:
- а) При согласных глухих sp в начале слога: ispirt, isport, ispiçqa, inispeqtır.
- б) При согласных глухих st в начале слога: istaj, istikan, istansiya, isdol, inistut[21].
- в) При согласных глухих sk в начале слога: iskilet.
- г) При согласных глухих şk в начале слога: işqaf.
- д) При согласных глухих şp в начале слога: işpal[26].

В сальянском диалекте наблюдается метатеза в некоторых словах: kibrit > kirbit (спички), badyə > bayda (бадья), doğramaq > dorğamaq (рубить), diksinmək > diskimmək (вздрогнуть), iyirmi beş > igrimbeş (двадцать пять), öyrənmişəm > örgəmmişəm (научился), qeyrət > qiryət (честь), nəlbəki > nəbləki (блюдце), çılpaq > çıplaq (голый), kirpik > kiprik (ресница), miqdar > midqar (количество), Tiflis > Tilfis (Тбилиси), süfrə > sırfa (скатерть), Yəhyə > Yayha (имя собственное), küncüd > kündüc (кунжут).

### Морфология
В разделе существительных приводятся данные о некоторых характерных словообразовательных аффиксах, а также о производных существительных, образуемых посредством аффиксов, например: прибавлением к слову əl (рука) аффикса çim образуется слово əlçim (шерсть в малом количестве, вмещенном в ладони), к корню слова fırranmağ (вращаться) и к слову çırp-mağ (встряхнуть), аффикса quc/aquc образуются слова fırranquc (юла) и çırpaquc (палка для сбития шерсти). С начала коллективизации в сальянском диалекте употребляется сложное слово aqrasaqqal, состоящее из aqra (агро) и saqqal (борода в значении «старик», то есть агроном-практик без соответствующего научного образования).
В бешталинском говоре наряду с литературной формой винительного падежа существительных, оканчивающихся на гласные аффиксы nı, ni наблюдается особая форма, отличающаяся от литературного языка в виде аффиксов yı, yi, которые, являются характерными для газахского диалекта и некоторых говоров азербайджанского языка, например: Quyyı qazan özü şütər. Нередко особенностью склонения существительных является употребление аффиксов дательного падежа (a, ə; ya, yə) в значении исходного падежа, например: Mə̃m bu ağaca < ağacdan > xoşım gəlir; Mənim isdi çörəgə < çörəkdən > xoşım gəlir. Эта морфологическая особенность наблюдается в предложениях со сказуемым xoşım gəlir (мне нравится), например: Mənim quzıya xoşım gəlir.
Имеются также аффиксы производные от прилагательных -mar, -mər, например: qız (нагрейся), от слова şu (росток) посредством аффикса -mar, -mər образуются qızmar (нагретый, горячий) и şümər (длинный, стройный). Посредством аффикса əş от слова gülmək (смеяться) образуется прилагательное güləş (веселый, радостный). Сложные прилагательные: uzunhōxar (очень высокий), dıbırçəlləg (очень низкий) и arqaz (очень худой). Вследствие ослабления действий закона гармонии губных гласных порядковые числительные выражаются аффиксами в двух вариантах (-imçı, -mçı, -imçi, -mçi), например: onımcı, altımcı, üçümci, ikimci. В то время, как слово, обозначающее знаменатель, стоит в местном падеже в литературном языке, в сальянском диалекте характерно употребление исходного падежа для знаменателя, например: ikidən bir (½), üşdən bir (⅓) и так далее.
В единственном числе все личные местоимения имеют варианты: а) в родительном падеже: mənim/mə̃m, sənin/sə̃n/sənün/sə̃ün, ōn/ōun/onın; б) в дательном падеже: mənə/mə̃, sənə/sə̃, ona/oa; в) в винительном падеже: məni/məi, səni/səi, onu/oi/ou; г) в местном падеже: məndə, səndə, onda; д) в исходном падеже: mənnən, sənnən, unnan. Во множественном числе личные местоимения первого и второго лица употребляются в местном падеже, например: bizdə/bizzə, sizdə/sizzə/süzdə/süzzə.
В сальянском диалекте глаголы от других частей речи отличаются бо́льшим количеством характерных особенностей. Например, глагол otuxmağ (период ягнёнка, когда он перестаёт питаться молоком и начинает есть траву), который не встречается в литературном языке, образовался путём сочетания ot (трава) со словообразующим аффиксом ıx и аффиксом неопределённой формы глагола -mağ. В литературном языке глагол böyütmək состоит из глагольного корня böyü, признака понудительного залога -m и аффикса неопределённой формы глагола -mək. В сальянском же диалекте, в отличие от этого, к корню глагола böyü прибавляется словообразовательный аффикс -g, в результате чего слово переходит в другую часть речи, становясь отглагольным прилагательным, а затем к образованному таким путём слову присоединяется признак понудительного залога -üt и аффикс неопределённой формы глагола -məg, например: Qızı anası bõügütdi. Слово səmri является синонимом слова yaxşı (хороший, хорошо) и, принимая только аффикс неопределённой формы глагола, оно выступает как синоним литературного слова yaxşılaşmaq, например: Hindi hava səmriyər. Своеобразны в сальянском диалекте сложные глаголы, например: aşd/aşıd olmağ, qanq olmağ, qara qoymağ, lıs qalmağ, püsəmərg eləməg, siydən düşməg, tarxam olmağ, usburd olmağ. Эти глаголы представляют собой фразеологические сочетания, которые не имеют перевода. Инфинитив выражается прибавлением к корням глаголов аффиксов mağ/max, mək/məg, например: almağ/almax, diməg/dimək.
Вследствие ослабления действия закона гармонии губных гласных глаголы с губным гласным в последнем слоге в первом лице единственного числа нередко вместо личных окончаний с огубленными гласными (-um, -üm; -yum, -yüm) принимают личные окончания с неогубленными гласными (-ım, -im; -yım, -yim), например: durım (встану!), görim (посмотрю!), oxuyım (прочту!), buruyim (заверну!). Для образования множественного числа первого лица к корням глагола прибавляются или аффиксы -ağ/-ax, -əg/-ək; -yağ/-yax, -yəg/-yək, или же аффиксы -ağuz/-ağun, -əgüz/-əkün; -yağuz/-yağun, -yəgüz/-yəgün, например: oxuyağ/oxuyax/oxuyağuz/oxuyağun (споём/споёте), gedəg/gedək/gedəgüz/gedəgün (пойдём/пойдёмте). В составе аффиксов, обозначающих повелительное наклонение первого лица множественного числа, слились аффиксы первого и второго числа, например: danışağun. По сравнению с глаголами, имеющими аффиксы ağ, əg, глаголы с аффиксами -ağun, -əgün употребляются чаще.
С течением времени аффиксы -ğıl -gil подверглись фонетическим изменениям и приняли форму -qınan, -ginən, что и сохронилось до сих пор в некоторых диалектах азербайджанского языка, в частности и в сальянском. Из-за нарушения действия закона гармонии небных гласных в сальянском диалекте для выражения повелительного наклонения второго лица множественного числа прибавляются аффиксы -un, -ün или -uz, -üz к корням глагола, оканчивающимся на гласные, и аффиксы -yun, -yün или -yuz, yüz к корням глагола оканчивающимся на согласные, например: baxun/baxuz (смотрите), başdıyun/başdıyuz (начните), bilün/bilüz (знайте), diyün/diyüz (скажите). Давнопрошедшее время для второго и третьего лица единственного и множественного числа выражаются прибавлением аффиксов -mı, -mi, -mu, -mü или аффиксов -ıb, -ib, -ub, -üb, -yıb, -yib, -yub, -yüb к корням глаголов, а затем к ним добавляются соответствующие личные окончания, например: almısan/alıbsan (ты купил), almısuz/almısız/alıbsız (вы купили), gəlmisən/gəlibsən (ты пришёл), gəlmisüz/gəlmisiz/gəlibsüz/gəlibsiz (вы пришли), oxumusan/oxuyubsan (ты прочитал), yimisüz/yiyibsiz (вы съели), almışdur/alıb (он купил), almışlar/alıblar (они купили), gəlmişdür/gəlib (он пришёл), gəlmişlər/gəliblər (они пришли).
Настоящее время глагола образуется прибавлением -ır, -ir, -ur, -ür к корням глагола, оканчивающимся на гласные, или -yır, -yir, -yur, -yür, -yuğ, -yük к корням, оканчивающимся на гласные, с соответствующими личными окончаниями, например: atıram (бросаю), gəlirsən (идёшь), qorxur (боится), gülürük (смеёмся), oxuyursuz (читаете), bürüyüllər (заворачивают). Вместо расстроенных аффиксов в говоре Бёюк Нохудлу употребляется аффикс -ey для выражения настоящего времени глагола, например: Balığ ilana oxşey; Sən yaxşı bileysən. Что касается глаголов, выражающих в отрицательном аспекте незаконченное прошедшее второе, то они во всех лицах аффиксами ar, ər или -az, -əz.
| В единственном числе | Во множественном числе |
| -------------------- | ---------------------- |
| dimərdim/diməzdim    | dimərdüg/diməzdüg      |
| dimərdün/diməzdün    | dimərdüz/diməzdüz      |
| dimərdi/diməzdi      | dimərdi/diməzdi        |

Отрицательный аспект долженствовательного наклонения образуется двумя способами: вставкой отрицательной частицы (-ma, -mə) между корнем глагола и признаками наклонения, или же добавлением к корню глагола признаков наклонения и отрицательного наречия dögür с последующими личными окончаниями, например: baxmamalıyam/baxmalı dögürəm. Условное наклонение образуется прибавлением к корню глагола после признака условного наклонения -sa, -sə, соответствующих личных окончаний, например: baxsa (если посмотрит), gəlsə (если придет). В условном наклонении второе лицо единственного и множественного числа образуется прибавлением признаков наклонения (-so, -sö) и личных окончаний (-n, -z) к корням глаголов, например: alson (если ты купишь), gəlsön (если ты придешь), alsoz (если вы купите), gəlsöz (если вы придете).
В сложных условных наклонениях аффиксы -sa, sə в глаголах для всех лиц употребляются в виде -se, например: baxseydım (если бы я посмотрел), baxseydun (если бы ты посмотрел), baxseydi (если бы он посмотрел). Слово sicərrəmə, которое считается характерным для сальянского диалекта, соответствует наречиям bütünlüklə или lapdan/birdən в литературном языке, однако эти слова по смыслу нельзя отождествлять. Слово bütünlüklə представляет собой наречие количества и отвечает на вопрос «сколько?», тогда как sicərrəmə, будучи наречием образа действия, отвечает на вопрос «как?». В качестве вопросительного наречия, характерного для сальянском диалекта, можно указать слово höhün? (почему?). В говоре Гуйчу употребляется восклицание lē! для выражения удивления, например: İman mə̃llim öyün tikdi. Lē!

### Синтаксис
В синтаксисе сальянского диалекта если озвончение в конце слова (например: alma, almağ, qonağ, bildüg), или нарушение гармонии небных гласных относятся, в основном, к диалектам восточной группы азербайджанского языка, то нарушение порядка слов в предложении и нарушение принципа согласования сказуемого с подлежащим представляют собой такие синтаксические явления, которые характерны для всех диалектов азербайджанского языка. В сальянском диалекте насчитывается три вида опреде лительного словосочетания, например:
1. Təzə il gəlir (первый вид).
2. Gürci qoynı yağlı olur (второй вид).
3. İlanın tüşmanı kirpidi (третий вид)[39].

В говоре Ханмамедли сальянского диалекта в определи тельном словосочетании второго вида вторая сторона употребляется без аффикса, например: Baytar qaydaynan < baytar qaydası ilə > bilmirəm, o xəsdəligə boz dīlir. В говоре Марышлы в определительном словосочетании второго вида вторая сторона имеет иногда вместо одного-два аффикса принадлежности, например: Kim ombeş kilo pammığ yığsa, ommāt < on manat > pıl, ikkilo < iki kilo > bığda, əməg günüsin da alacağ. А в говоре Пиратман Гянджали наблюдалось также употребление двух аффиксов принадлежности во второй стороне определительного словосочетания третьего вида, например: Qalxozın sədrisi iççi verir, yerimizi şumlīlər.
В сальянском диалекте именные сказуемые зачастую употребляются без личных окончаний, например: Elə bil mən mə̃llim[əm], dur dərsüvi danış; Süz Bakidə[siniz], biz bırda[yıq], xəbərimiz olır begə̃m? Нередки случаи выпадения в предложении сказуемого например: Sənün məndə nə işün [var]; Qulı haçarrarı mənə [ver]. Иногда выпадает и вспомогательный глагол olmağ в сложных глаголах; например: Mən sənün qızuvı sağaltsan, sənün qızun mənim [olsun]. Характерным для сальянского диалекта является также отпадение в предложении послелогов sōra (после) и görə и (из-за, для), например: Orda işdeyrüg, onnan [sōra] çıxıruğ çölə; Də̃zin suyı bıraları basdığına [görə] adı qalıb Şorsulı.
Когда подлежащее выражается третьим лицом множественного числа (если речь идёт о человеке), сказуемое ставится большей частью в единственном числе, а иногда и во множественном числе, например: Uşağlar oynıyır; Hindi qalxoççılar çox şey bilillər. Если речь идет о третьем лице множественного числа и при этом подлежащее не получает отдельного выражения, то сказуемое ставится во множественном числе например: Azırbecanda nə bitgi şeylər var, bizə gösdərdilər. Однородные сказуемые ставятся, главным образом, в первом лице единственного и множественного числа, или же во втором лице единственного числа настоящего времени и в повелительном наклонении. Подобные однородные сказуемые выражаются двумя способами (в изъявительном и повелительном наклонениях) в ответ на вопросы, которые ставятся с целью проследить в целом за отдельными этапами какого-нибудь трудового процесса в области какой-либо специальности или профессии. 
1. В изъявительном наклонении:
- a) единственным числом первого лица: Sə̃r tezdən durıram, əlüzimi yūram, gəlirəm çay-çörəgimi yīrəm, gedirəm qalxozda işdīrəm, sōra gəlib yatıram.
- б) множественным числом первого лица: Bığdanı əkirik, sōra tirələrin, bərələrin düzəldirik-qayrırığ, nazik-nazik, suarırığ, yazza ikimci dəfə gənə suarırığ, yetişənnən sōra əlnən biçirik.
- в) единственным числом второго лица: Əvvəldən taxılın yerin sürürsən, suarırsan, ikimci dəfə suarırsan, mala çəkirsən, sōra taxda mala çəkirsən, selqaynan əkirsən, pammığ çıxannan [41] sōra ona qultfatır çəkirsən, halağın elīrsən, yetişənnən sōra dərirsən, qalxoza tə̃fil verirsən[42] .

2. В повелительном наклонении: Durağ gedək, çayımızı içək; Dur ged apar, qoy yerinə, gəl; Yaq, apar, sal poşda, gəl gedəg kəndə. Диалекты отличаются от литературного языка нередко нарушением порядка слов в предложении. Имеются следующие нарушения порядка слов в предложении:
1. Подлежащее зачастую следует за сказуемым, например: Düz danışır uşağ.
2. Дополнение иногда следует за сказуемым, например: Sə̃r-sə̃r getdilər pammığ dərməgə.
3. Нередко обстоятельство следует за сказуемым, например: Əli yügürdi uxarı.
4. Определение иногда оказывается за определяемым, например: Uşağ yazzığ sə̃rdən ağlıyır[42].

В сальянском диалекте встречаются любые формы простого предложения:
1. Полное предложение: Veysəl qoç kimi işdiyir.
2. Неполное предложение: Bırda; Pammığ[42].
3. Личное предложение. В сальянском диалекте употребление предложений, в которых подлежащее, хотя и не получает отдельного выражения, но подразумевается при помощи сказуемого, встречается чаще по сравнению с теми предложениями, в которых подлежащее выражено отдельным словом, например[42]: Baxçada saxlıyırdım uşax; Gərəg şə̃rə tezdən gedəsüz. В предложениях подлежащее выражается личными местоимениями[43].
4. Безличные предложения: Qalxozda taza maşınnardan istifādə olınır; Çox souğdu[43].

Если в сальянском диалекте употребление сложных предложений с союзами носит относительно редкий характер, то бессоюзные сложные предложения представлены здесь во всех своих видах, например:
- Qış gecəsində qoca arvaddar nağıl danışardılar, biz qulağ asardığ (временное отношение).
- Çay tökdilər, biz işdüg (отношение последовательности).
- Mə̃m dört dənə oğlım var: biri Tiflissə, biri Şəkidə, biri Bəkidə, biri də uşağdı (пояснительное отношение).
- Çingiz zirəkdi, Lətifə təmməl (сопоставительное отношение).
- Kür daşdı, daşqun başdandı (отношение причины)[43].
- В сальянском диалекте употребляются все виды сложноподчинённого предложения, например[43]:
- Kim uruccan yaxşı bilir, qoy o bi (bir) yaxşı əzbər disün (придаточное предложение подлежащее).
- Mənim fikrim bıdı ki, uşağ Bəkidə oxısın (придаточное предложение сказуемое).
- Bir də gördük ki, Mə̃rrəm gəldi (придаточное предложение дополнительное).
- Sözi o adama di ki, yerə tüşməsün (придаточное предложение определительное).
- Rādiyo elə çalırdı ki yap < lap > adamın[43] oynamağı gəlirdi (придаточное предложение образа действия)[44].

В сальянском диалекте в основном употребляется синтетический тип условного придаточного предложения, например: Vaxtında oxıseydım, mən də savaddı adam olardım. Употребляется также аналитический тип условно придаточного предложения, например: Hava gecə bılıt oldı(i), yaxşı(i) olar, şaxda oldı(i), pis olar.

### Лексика

#### Архаизмы
В отдельных диалектах по сей день употребляются такие слова и термины, которые обозначают предметы и понятия, восходящие к первобытному обществу или феодализму, или же обозначающие такие существа, которые отличаются друг от друга тончайшими оттенками. По сравнению с литературным языком словарный состав диалектов отличаются богатством тех слов, которые связаны с местными условиями, с основным занятием населения. До Октябрьской революции в сальянском диалекте употреблялось слово cumabaşı(i), обозначавшее человека, который ведал распределением воды для орошения рисового поля. В настоящее время этот термин вышел из употребления, так как им обозначается особый способ распределения оросительной воды, характерный для периода до Октябрьской революции. Поэтому новое поколение не только не употребляет этого слова, но и не понимает его. Людям старшего поколения хотя и знакомо это слово, но оно ими не употребляется. Архаизмами стали слова, связанные с устаревшим способом хозяйства, как например: xış/cut (соха), vəl (молотильная доска) или же с вышедшими из употребления мерами длины, веса и другие, таковы в частности: batman (8 килограммов), çərəg (четверть), girvənkə (фунт), misqal (золотник, мера веса).

#### Иноязычные слова
В связи с существенными изменениями советского правительства в экономике и культурной жизни села в местные диалекты проник ряд новых понятий, слов и терминов, то есть неологизмов. Таковы, например слова qalxoz/qolxoz, safxoz, qalxoz sədri, birqədir, fermə, fermə müdiri, ərtel/ərtil, ispalqom, qammay, mesqom, selqa, traxdır, taxıldögən, taxılpiçən, istaxanovçı(i), manqabaççısı(i), inqubatır, ton, emtēs, izvena, piryomnik, Zim, Pabēda, Masqiviç.

#### Слова терминологического характера
Некоторые слова, относящиеся к различным отраслям быта и производства alamançı(i) (сплетник), askifir (обида, утомление), aşd/aşıd (спокойно), bəybaşı(i) (мужская свадьба с ограниченным числом приглашённых), qorapalan (друшлаг), qurc (кусок рыбы), əjdim (пересоленый), ərik əzməg (кокетничать), ilğım (мираж), yağappəg (масло с хлебом, бутерброд), kəpətō (притеснение), kuançı(i) (караульщик), gəşmə̃g (советовать, советоваться), lanqı(i) (нелающая), lej (обильный, обильно, очень много), lim (реп лика), mīs (натура, характер), moj (наполненный до краёв), potaxırç (битком набить), pülüş (выжимки), solı(i)/solbalası(i) (рыбёшка), səmə (глупый, дурак), ülüş (доля), xanda (сладость, даваемая при приглашении на свадьбу), hilbiçi (лжец, лгун), cühür (низменная часть берега реки), suvan (напильник), toğay (густой лес у реки, состоящий из ивы).

#### Слова неносящие терминологического характера
Употребление омонимов в сальянском диалекте наблюдается, в основном, в именах. Как известно, слово piləkən в литературном языке употребляется лишь в одном значении. Между тем, в сальянском диалекте встречается и другое значение этого слова, а именно как «веник». Человек, не знакомый с сальянским диалектом, при употреблении предложения «Piləkəni göti piləkəni süpür», не поймёт смысла сказанного, ибо «взять ступеньки» или же «подмести ступеньки ступеньками», ему представляется абсурдным. Примером омонима также является слово sil, которое означает: инструмент для рыбной ловли, изготовления циновок и корень глагола silmək; cəfdə, означающее затвор двери и вид цыновки.
Что касается синонимов, то они наблюдаются, главным образом, прилагательных, наречиях и, отчасти, в глаголах, например: alçağ/bəsdə/dıbırçəlləg/dığran//küdə/pota/xıpa/hənə/həni/cüməş/cürə (низкого роста человек), becid/dəfīdə/əlbə̃l/iti/yekin/yelli/tez/cəld/şıdırğı/çalqırmac (быстро, стремглав, моментально), nalça/nimdar (тюфячок для сидения), qaçmağ/dabrımağ/dazılamağ/yügürmək (бегать, мчаться).

#### Древнетюкские элементы
В сальянском диалекте употребляется слово çona (яма глубиной в один метр) которое, учитывая звуковое соответствие l ~ n, родственно с литературным çala (яма), произошедшем от древнетюркского çat (колодец). Также наряду с другими говорами азербайджанского языка используется слово ozan/uzan, обозначающее поэта-певца и сказителя раннего средневековья в литературном языке, означает «много говорящий», «пустомеля». В сальянском диалекте также имеются слова, которые встречаются в «Диван лугат-ат-турк» Махмуда Кашгари gōuğuş (дупло), buğra (верблюд-производитель), dabrı (ходить быстро, стремглав), qırdıqıs (скряжничество), qırdırnaq (скупой, скряга), qısqaç (щипцы из тростника для обрезания). Qut (почка), использованное в разных древнетюркских памятниках, в том числе в эпосе «Китаби деде Коркуд».

## Примеры
| Сказка на сальянском диалекте | На литературном языке | Аудиоверсия |
| --- | --- | ----------- |
| Mübāsə İki yoldaş olır — birinin adıi Əhmət, birinin Zəhmət. Əhmət Zəhmətə didi ki, mə̃m atam çox bõügdü. Zəhmət didi ki, nə boydadıi? Əhmət didi: «yap öy boyda!». Zəhmət didi ki, sə̃n aton cortdandıi, mə̃mki on öy boydadıi. Əhmət didi: «Mə̃m atam yap bõügdü, az qalıb başıi aya çata». Zəhmət didi: «Mə̃m atam yap ildıza çatır». Mübāsə çox uzandıi. Āxırda Zəhmət yoldaşın alladır, onnan sorışır: «Bilirəm sə̃n aton çox bõügdü, ōn boyıi ildıza çatır. Sən di görüm, ildızdarın yanında atōun başına bi şey dəgirdi, ya yox?». Zəhmət sõündi ki, atasi çox bõügdü, həm də atasının başına dəgən, bəyəvara, Allahın əlidi. Didi ki, hə, dəgirdi. Əhmət bı cāba çox sõündi, sōra didi ki, sə̃n atōun başına dəgən o şey mə̃m atamın əliydi, indi gör, mə̃m atam nə boydadı. | Mübahisə İki yoldaş olur — birinin adı Əhməd, birinin Zəhmət. Əhməd Zəhmətə dedi ki, mənim atam çox böyükdür. Zəhmət dedi ki, nə boydadır? Əhməd dedi: «lap ev boyda!». Zəhmət dedi ki, sənin atan cırtdandır, mənimki on ev boydadır. Əhməd dedi: «Mənim atam lap böyükdür, az qalıb başı aya çata». Zəhmət dedi: «Mənim atam lap ulduza çatır». Mübahisə çox uzandı. Axırda Zəhmət yoldaşını alladır, onnan soruşur: «Bilirəm sənin atan çox böyükdür, onun boyu ulduza çatır. Sən de görüm, ulduzların yanında atanın başına bir şey dəyirdi, ya yox?». Zəhmət sevindi ki, atası çox böyükdür, həm də atasının başına dəyən, bəlkə, Allahın əlidir. Dedi ki, hə, dəyirdi. Əhməd bu cavaba çox sevindi, sonra dedi ki, sənin atanın başına dəyən o şey mənim atamın əli idi, indi gör, mənim atam nə boydadır. |             |
| İki lotıi İki dənə lotıi şə̃rdə siydən düşüllər. Olar diyir ki, biz bırda yaşıyamərrig, başqa şə̃rdə biziyçün yaxşıi keçər nābələd oldığımıza. İki lotılar gedillər bi başqa şə̃rə. Gedillər o şə̃rin qırağında görillər iki dənə uşağ odın yığır. Sorışıllar ki nə yığırsuz? Uşağlar belənçig cağab verillər ki, çör-çöp yığıruğ. Lotılar xəbər alır ki, çör çördü; bə çöp nədi? Uşağlar belə cağab verillər ki, çör əyağ üssə durandıi, çöp yerə töküləni. Lotılar baxır görür ki, bırda bılarçın tutmıyacağ, sōra çıxıb gedillər şə̃rdən. | İki lotu İki dənə lotu şəhərdə hörmətdən düşüllər. Onlar deyir ki, biz burada yaşaya bilmərik, başqa şəhərdə bizim üçün yaxşı keçər nabələd olduğumuza. İki lotular gedillər bir başqa şəhərə. Gedillər o şəhərin qırağında görüllər iki dənə uşağ odun yığır. Soruşullar ki nə yığırsınız? Uşaqlar belə cavab verillər ki, çör-çöp yığırıq. Lotular xəbər alır ki, çör çördü; bəs çöp nədir? Uşaqlar belə cavab verillər ki, çör ayaq üstə durandır, çöp yerə töküləni. Lotular baxır görür ki, burada bunlar üçün tutmayacaq, sonra çıxıb gedillər şəhərdən. |             |

## Известные носители
- Мамедали Гусейнзаде (1760—1852) — богослов, I шейх аль-ислам управления мусульман Кавказа (1823—1846).
- Ахмед Гусейнзаде (1812—1887) — богослов, III шейх аль-ислам управления мусульман Кавказа (1862—1884).
- Абульхасан Вагиф (1845—1914) — поэт XIX века.
- Ахунд Мирбагир-ага Агазаде (1857—1941) — религиозный и общественный деятель.
- Али-бек Гусейнзаде (1864—1940) — учёный, философ, художник и врач.
- Асадулла-бек Мурадханов (1866—1942) — общественный и политический деятель, просветитель и публицист, депутат Государственной думы I созыва от Бакинской губернии.
- Бахыш-бек Рустамбеков (1870—1942) — член парламента  Азербайджанской Демократической Республики, офицер Джавадского уезда.
- Щирин Ахундов (1878—1927) — музыкант, тарист.
- Рашид-бек Ахундзаде (1880—1940) — член парламента  Азербайджанской Демократической Республики, губернатор Баку, директор по делам совета министров.
- Фарадж Гасымов (1883—1937) — религиозный деятель, председатель общества бахаи в городе Баку.
- Али Наги Гусейнов (1900—1957) — полковник РККА (1942), командир 402-й Азербайджанской стрелковой дивизии.
- Фируз Меликов (1902—1965) — учёный в области овцеводства и козоводства.
- Агахан Агабейли (1904—1980) — ученый в области генетики и селекции животных, д.с.-х.н., профессор, член-корреспондент ВАСХНИЛ (ныне РАСХН), заслуженный деятель науки Азербайджанской ССР. Основоположник учения о буйволоводстве.
- Энвер Касимзаде (1912—1969) — архитектор, член-корреспондент Академии наук Азербайджанской ССР (1967), заслуженный строитель Азербайджанской ССР (1960).
- Али Зейналов (1913—1988) — актёр театра и кино, народный артист Азербайджанской ССР (1964), заслуженный артист Армянской ССР (1939), лауреат Республиканской премии имени М. Ф. Ахундова (1965).
- Ашуг Панах (1926—1978) — ашуг, поэт заслуженный артист Азербайджанской ССР (1967), член союза писателей.
- Халил Рза Улутюрк (1932—1994) — поэт и филолог, Народный поэт Азербайджана (1992).
- Хабиб Зарбалиев (род. 1953) — востоковед, специалист по индонезийской лингвистике, основоположник преподавания индонезийского языка в Азербайджане.

### Книги
- Һүсейнов А. Азәрбайҹан диалектолоҝиясы (азерб.). — Баку: В. И. Ленин адына АПИ-нин нәшрийяты, 1958. — С. 128.

- Məmmədli M. Azərbaycan dialektologiyası. Dərslik (азерб.) / Elmi redaktor: Məmmədəli Qıpçaq. — Berlin: Zərdabi Nəşr, 2019. — 334 с.

- Şirəliyev M. Azərbaycan dialektologiyasının əsasları (азерб.). — Berlin: Şərq-Qərb, 2008. — 416 с. — ISBN 978-9952-34-183-6.

### Диссертации
- Рамазанов К. Т. Сальянский диалект азербайджанского языка. Канд. дисс.. — Баку, 1955. — 475 с.

- Рамазанов К. Т. Сальянский диалект азербайджанского языка. Автореферат. канд. дисс. — Баку, 1956. — 20 с.